# راي ر. كلارك
راي ر. كلارك (بالإنجليزية: Ray R. Clark)‏ هو سياسي أمريكي، ولد في 1872، وتوفي في 6 مايو 1926 بسبب انسداد وعائي.